# Villa Castelbarco

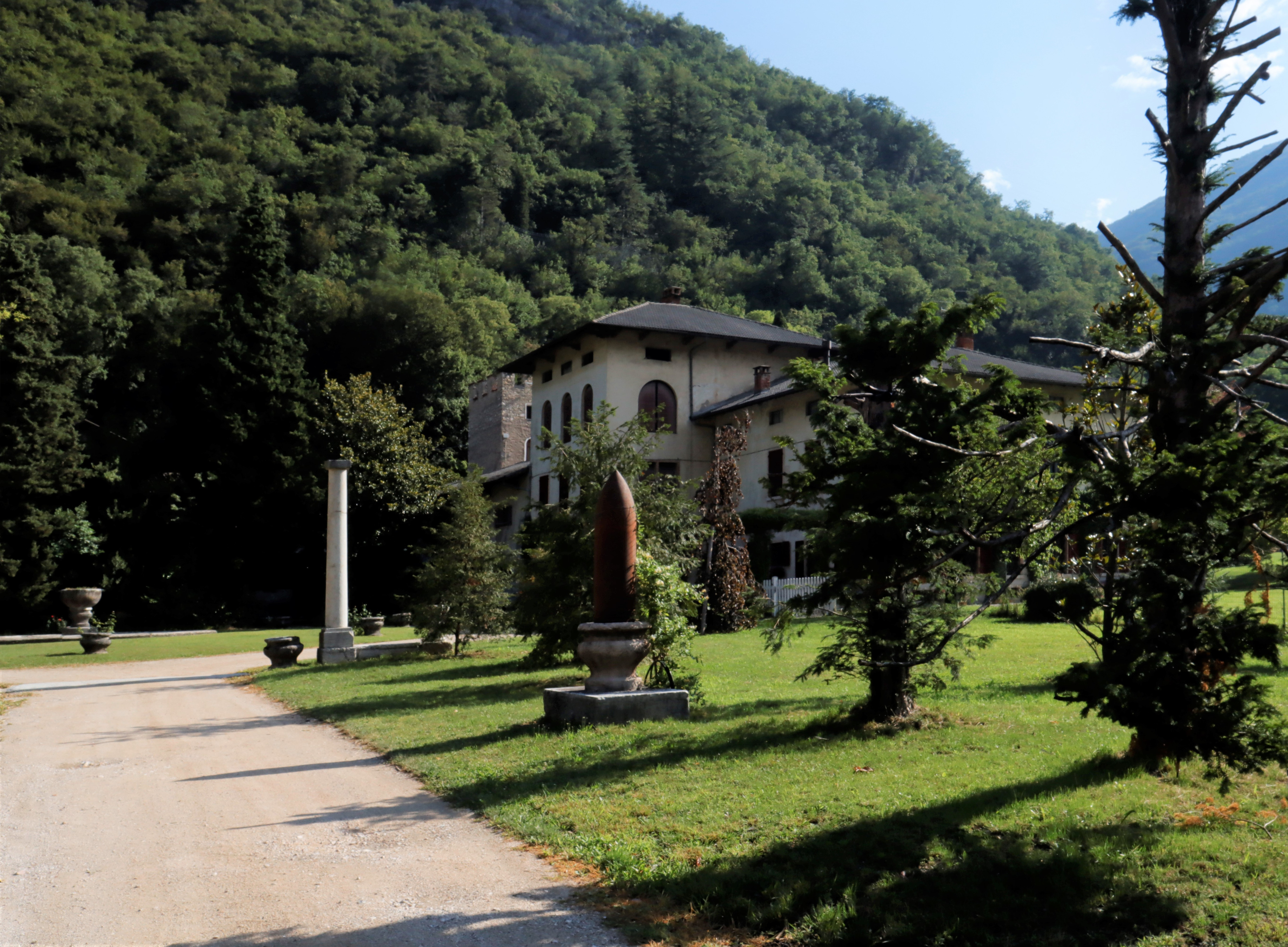
Villa Castelbarco

Die Villa Castelbarco, auch Palazzo Castelbarco ist ein Herrenhaus in Loppio im Trentino. Das Anwesen ist seit mehreren Jahrhunderten im Besitz der Familie Castelbarco.

## Geschichte
Ein erster vermutlich befestigter Bau bestand bereits im Mittelalter. Zusammen mit dem westlich auf einer Anhöhe gelegenen Castel Verde diente er zur Kontrolle des Karrenweges zwischen dem Lagertal und dem Gardasee sowie dem hier liegenden Abzweig in das Grestatal. Laut dem Codex Clesianus trug der Bau den Namen Castel Nuovo (italienisch für neue Burg), wohl um ihn von dem älteren Castel Verde zu unterscheiden.
In der ersten Hälfte des 14. Jahrhunderts gelangten die Castelbarco in den Besitz der Contrada Loppio. 1388 leisteten sie hier ihren Treueid gegenüber Herzog Albrecht III. von Österreich.
Nach dem Rückzug Venedigs aus dem Lagertal 1508 fiel der Bau an die Madruzzo. Letztere nahmen bauliche Veränderungen durch. Es waren aber die Castelbarco aus der Linie Gresta, die den Bau in einen Herrensitz verwandelten. Zuvor hatten sie sich 1654 in einem langen Rechtsstreit gegen die Inbesitznahme der Madruzzo durchsetzen können. Von der Zeit der Madruzzo zeugt das erhaltene Wappen von Gaudenzio Madruzzo.
Graf Francesco und seine Brüder Giovanni Battista und Carlo di Castelbarco ließen das Gebäude umbauen und verwandelten es in einen Barockpalast. Unter anderem wurde es mit einer Familienkapelle ausgestattet, die dem heiligen Johannes Capistranus geweiht war und 1683 erstmals erwähnt ist. Im Zuge des Spanischen Erbfolgekrieges wurde der Palast 1703 von den Truppen des französischen Maréchal de camp Vendôme gebrandschatzt.
Nach dem Tod von Francesco di Castelbarco 1695 wurde der Besitz 1707 unter seinen Söhnen aufgeteilt. Der Palast in Loppio fiel an Scipione Giuseppe di Castelbarco, der 1696 eine Visconti geheiratet hatte, und seinen Bruder Sigmund Carl, Bischof von Chiemsee. Scipione Giuseppe di Castelbarco ließ ab 1712 den Palast wieder aufbauen. Der Wiederaufbau und die Möblierung zogen sich über Jahre hin. Mit dem Neubau verlegten die Castelbarco ihren Familiensitz nach Loppio, nachdem den französischen Truppen auch die Stammburgen Avio, Brentonico und Gresta zerstört hatten.
Der Palast in Loppio wurde von ihnen allerdings nur gelegentlich bewohnt, da sie den Großteil des Jahres auf ihren Gütern in der Lombardei verbrachten. 1812 wurde er nochmals mit Baumaterial aus dem aufgegebenen Castello di Avio erweitert. Das Hauptgebäude besaß nun eine Länge von 180 und eine Breite von 100 m. Auf dem Gelände des neuen Familienpalastes entstanden, teilweise mit Zinnen und Türmen bestückte Wirtschafts- und Verwaltungsgebäude sowie ein großer Italienischer Garten. Der Palast besaß um die 60 Räume, in denen sich unter anderem die Bibliothek und das Familienarchiv der Castelbarco befanden. Des Weiteren wurden einige ursprünglich in Brentonico und Avio aufbewahrte Steinsarkophage von Familienmitgliedern aus dem 13. und 14. Jahrhundert auf das Gelände gebracht. Zwischen 1818 und 1819 wurde zum Abschluss die Familienkapelle im klassizistischen Stil errichtet. Mit der Inbetriebnahme der Lokalbahn Mori–Arco–Riva 1891, wurde auch ein Nebengleis eröffnet, das die auf dem Anwesen der Castelbarco liegenden Weinkellerei bediente.
Während des Ersten Weltkrieges wurde der Palazzo Castelbarco im Dezember 1915 nach mehrtägigen Artilleriebeschuss von den Alpini besetzt. Unter den Alpini befand sich auch Cesare Battisti, der bereits im Herbst mit einer Patrouille Loppio ausgekundschaftet hatte, wofür er zum Tenente befördert worden war. Battisti gelang es die noch vorhandenen Dokumente des Familienarchivs in Sicherheit zu bringen. Der Großteil war allerdings bereits vorher verloren gegangen.
Bei Kriegsende im November 1918 lag das ganze Anwesen in Trümmern. Der große Familienpalast wurde nicht wieder aufgebaut. Als Familienvilla dient seitdem ein ursprünglich dem Palast gegenüberliegendes kleineres Gebäude. In der Nachkriegszeit wurden die zwischen dem 18. und 19. Jahrhundert auf das Anwesen gebrachten drei Steinsarkophage der Castelbarco zwischen Kirche und Campanile aufgereiht. Dort standen die nach dem Vorbild der Grablege von Guglielmo di Castelbarco entstandenen Sarkophage bis in die 1980er Jahre, bevor sie restauriert wurden. Seitdem warten sie auf einen neuen Standort.

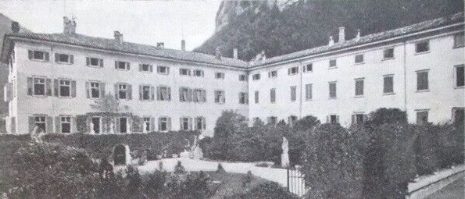
Der Palazzo Castelbarco vor seiner Zerstörung im Ersten Weltkrieg
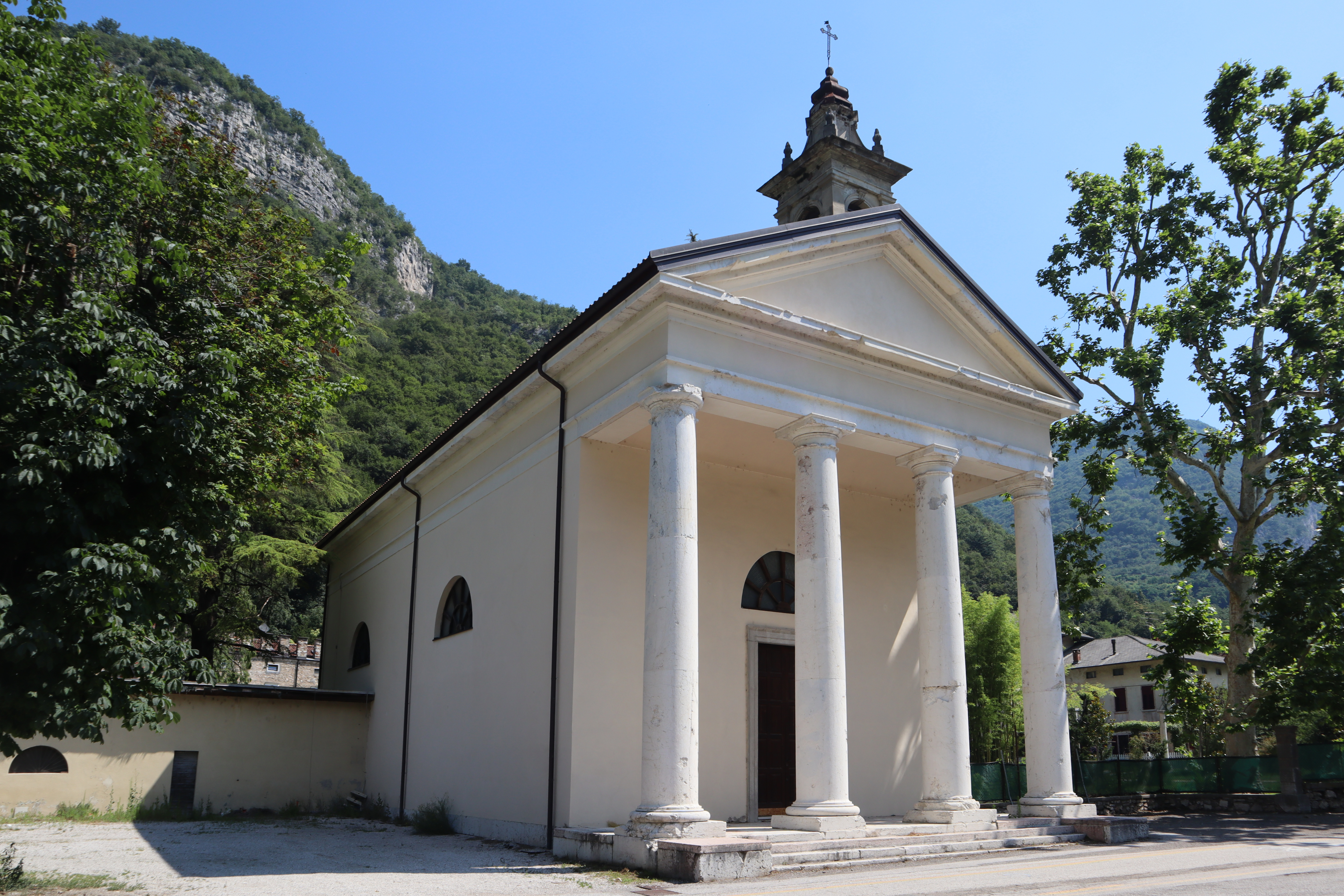
Die ehemalige Familienkapelle mit der Villa Castelbarco im Hintergrund
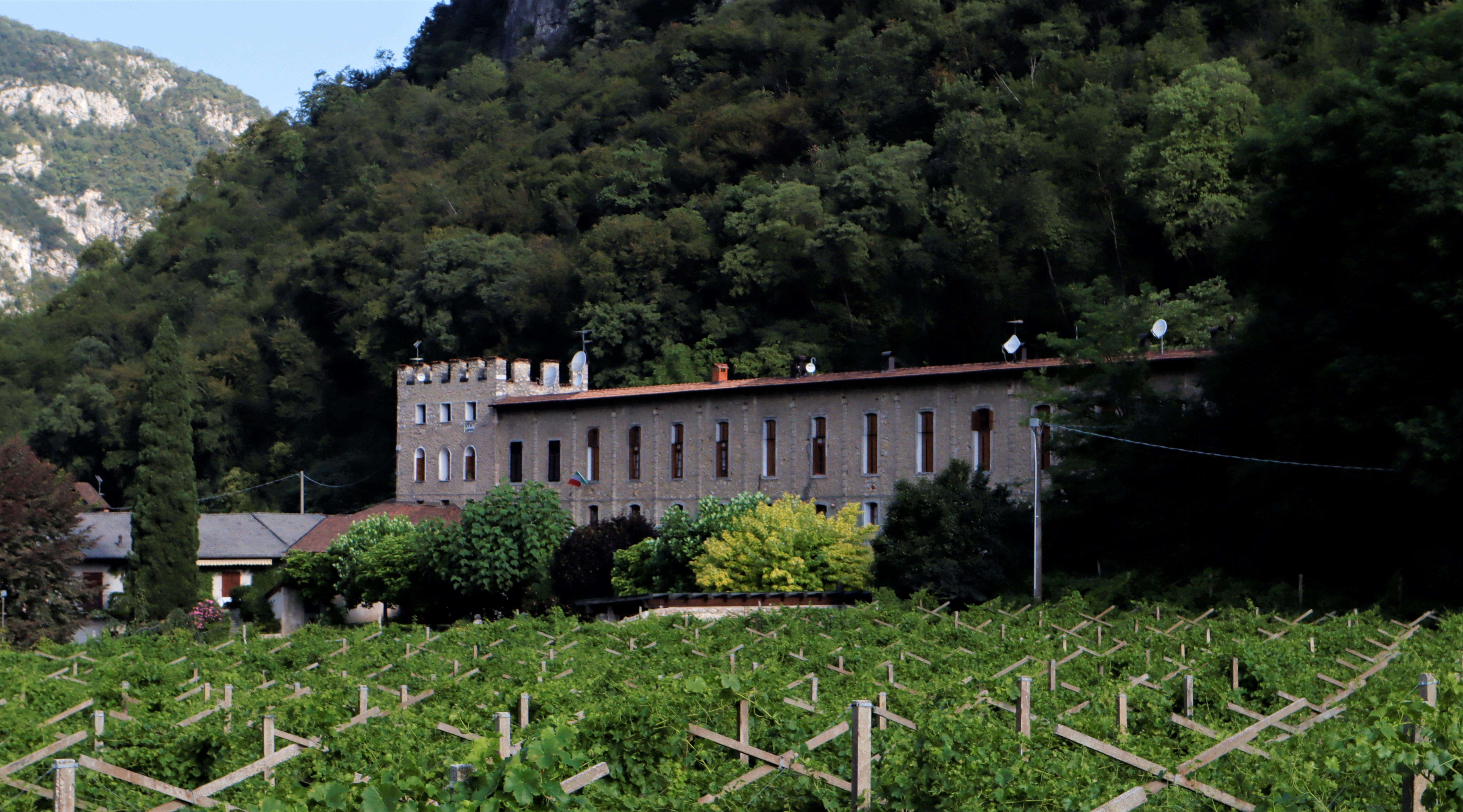
Das an der Ostseite des Anwesens liegende Wirtschaftsgebäude
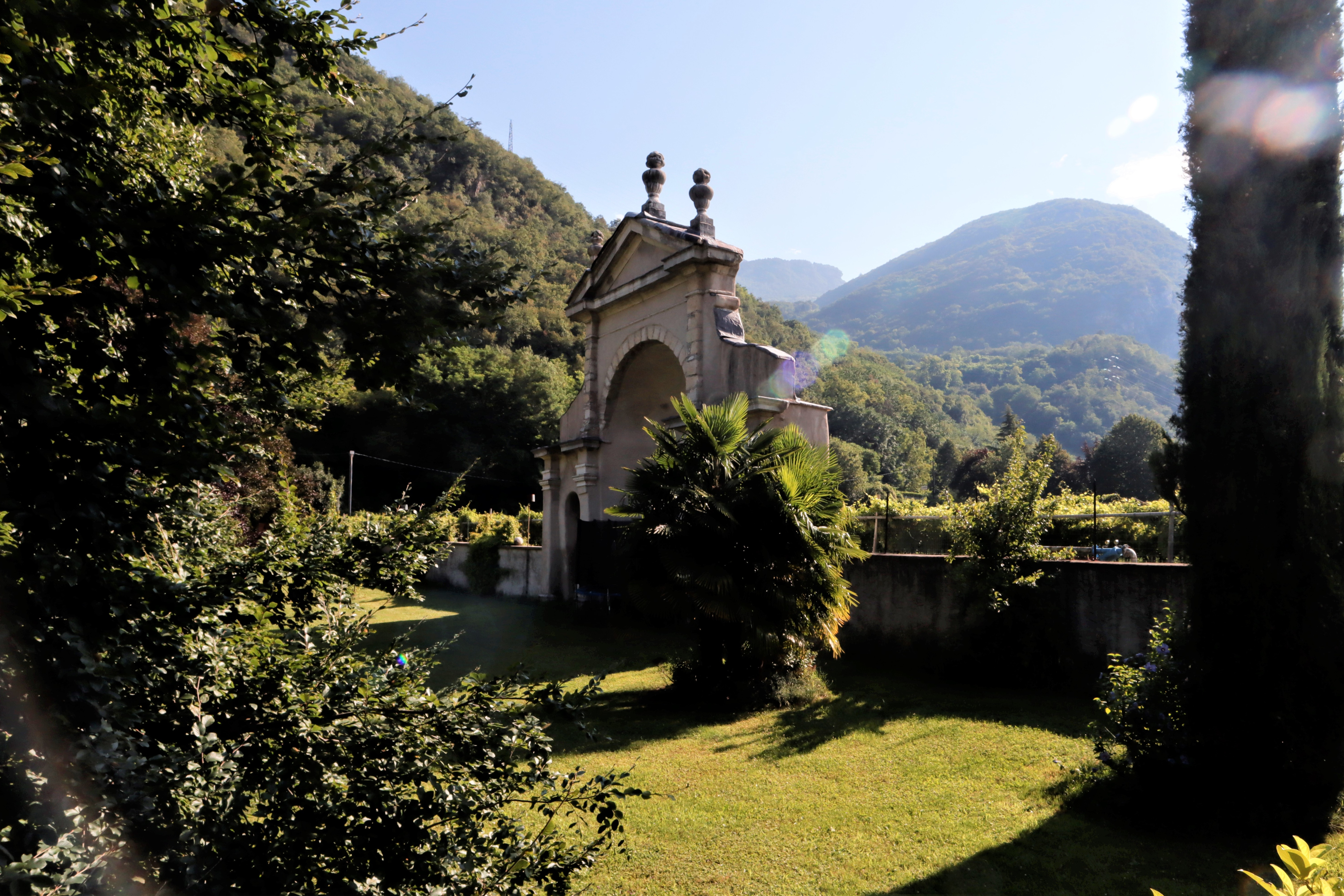
Italienischer Garten

## Beschreibung
Der zum Anwesen der Villa Castelbarco gehörende Gebäudekomplex setzt sich aus der Villa, Verwaltungs- und Wirtschaftsgebäuden, einer großen Parkanlage sowie einer klassizistischen Kirche zusammen. Das nach wie vor im Besitz der Familie Castelbarco befindliche Anwesen liegt direkt an der Staatsstraße SS 240 „di Loppio e Val di Ledro“. 
Vom Südflügel des ehemaligen an der Westseite des Anwesens gelegenen Palast sind an der Rückseite der Kirche nur noch Mauerreste erhalten. Im Ostflügel des Palazzo war zu Beginn des 20. Jahrhunderts ein Gewächshaus für Zitrusfrüchte untergebracht war, weshalb er als Cedraia bezeichnet wurde. Die Überreste des Ostflügels wurden nach 1918 in Wohnungen und Lagerräume umgewandelt. In dem mit Zinnen und einem Wohnturm geschmückten Gebäude wohnte bis in die 1970er Jahre der Verwalter der gräflichen Ländereien. Daran schließt südlich die Villa Castelbarco an, die bis zum Ersten Weltkrieg ebenfalls als Verwaltungsgebäude diente und l’Agenzia genannt wurde. Östlich grenzt ein langes Wirtschaftsgebäude mit einem mit Zinnen bestückten Turm an.